# Estadio Municipal de Victoria
El Estadio Municipal de Victoria es un recinto deportivo de la Región de la Araucanía, administrado por la municipalidad de Victoria.
Ahí hizo de local el histórico club de la ciudad, Club de Deportes Victoria.
En el año 2014 y debido a reparaciones en la cancha principal del Estadio Germán Becker de Temuco, el Club de Deportes Temuco hizo de local en este recinto, cuatro veces por Primera B y una por Copa Chile.
El vínculo entre el club Temuquense y estadio Municipal se rompió debido a la poca seguridad que el recinto exponía.

## Historia
El recinto victoriense fue la casa de los Chaquetas amarillas, club que fue uno de los clubes fundadores de la Tercera División de Chile, e incluso logró acceder a la serie de plata del balompié por un corto periodo de tiempo en la década de los 80. El club desaparece en el año 1990, con eso de dejó de usar el estadios, solo en ocasiones para actividades comunales.
El 2014, Deportes Temuco hará de local en un remodelado estadio municipal, ya que por reparaciones de la cancha N°1 del Estadio Germán Becker de Temuco debió buscar otro recinto para jugar sus encuentros válidos por la Primera B y Copa Chile.
El club de la ciudad de Temuco hizo su debut en el remodelado estadio de Victoria enfrentando a Coquimbo Unido, al cual venció por 3-1 ante 1488 espectadores, es decir, a estadio lleno.

## Remodelación
El enero del 2014 se terminó un completo proceso de refacción. El recinto ahora cuenta con una cancha de pasto sintético, cómodas aposentadurías para 1300 personas y camarines que cumplen con las exigencias de la ANFP.